# فرودگاه سد تربیلا
فرودگاه تاربلا دم (به انگلیسی: Tarbela Dam Airport) یک فرودگاه همگانی با کد یاتا TLB است که یک باند فرود آسفالت دارد و طول باند آن ۱۷۰۷ متر است. این فرودگاه در کشور پاکستان قرار دارد و در ارتفاع ۳۴۰ متری از سطح دریا واقع شده است.